# Eulepte gastralis
Eulepte gastralis is een vlinder uit de familie van de grasmotten (Crambidae). De wetenschappelijke naam van de soort is voor het eerst voorgesteld als Botys gastralis door Achille Guenée in een publicatie uit 1854.
De soort komt voor in Florida, Cuba, Haiti, Sint-Maarten en Panama.